# 제7의 봉인
제7의 봉인(스웨덴어: Det sjunde inseglet)은 잉마르 베리만이 감독한 1957년 스웨덴 극영화로, 한 중세의 기사가 흑사병이 창궐한 지역을 지나는 동안, 그의 목숨을 노리는 의인화된 죽음과의 체스 대결을 주요 줄거리로 담았다. 베리만은 자신의 연극 작품인 《나무 그림》을 기초로 이 영화를 발전시켰다. 영화의 제목인 "제7의 봉인"은 성경의 요한 계시록의 한 구절을 가리키며, 영화의 맨 처음과 마지막 부분에 사용되었다. 그 구절은 도입부에 계시록 8장 1절인 "그리고 그 양이 7개의 봉인을 여니, 약 30분의 시간 동안 천상의 침묵이 있었노라"고 함께 사용되었다. 그 침묵의 모티브는 상징적으로 현대의 "신의 침묵"이라는 개념을 뜻한다. 이 영화는 월드시네마에서 중요한 클래식 영화로 간주되며, 베리만이 세계적인 영화감독가로 자리잡게 하였다. 제7의 봉인은 수많은 패러디와 오마쥬를 통해 기념물적이 된 장면을 포함한다.
순회목사의 아들이었던 베리만에 의하여 '하나님'의 존재는 피할 수 없는 근본적인 명제로 되어 있다. "하나님은 신앙을 가진 인간을 구원할 수 있는가"라는 의문, 그리고 삶과 죽음, 하나님과 마귀(사신)가 인간의 존재에 미치는 의미. 베리만은 이 영화에서 격조높은 중세 설화의 세계를 이룩하면서 현대의 인간이 생각하지 않으면 안 될 사상적인 테마를 날카롭게 추구하고 있다. 베리만의 사상적인 입각점이 뚜렷이 간취된다.

## 줄거리
14세기 중엽 페스트가 전 유럽에 만연했을 무렵, 십자군(十字軍)에 가담한 기사(騎士：폰 시도)는 스웨덴의 고향에 돌아가던 중 여러 가지 인간의 참상을 보고 하나님의 존재에 의심을 품는다. 그때 사신(死神)이 그의 앞에 나타난다. 기사는 사신에 체스(西洋將棋)시합을 걸어 시간을 끌어 그 사이에 신앙의 힘에 의하여 사신을 격퇴하려 한다. 그러나 여행 도중에 목격한 비참하고도 추악한 현실은 사신편을 드는 듯하여 마침내 기사는 사신으로부터 피하지 못한다.

## 출연

### 주연
- 막스 폰 시도우
- 거너 본스트랜드

### 조연
- 벵 에커로
- 닐스 포페
- 비비 앤더슨
- 잉가 길
- 건넬 린드브롬
- 에릭 스트랜드마크

## 기타
- 원작자: 잉마르 베리만
- 의상: 마네 린드홈

## 같이 보기
- 중세시대

## 참고자료
- Ingmar Bergman and the Rituals of Art by Paisley Livingston. Cornell University Press, 1982.